# Бурлака Тамара Василівна
Тамара Василівна Бурлака (нар. 5 травня 1955, село Росошани, тепер Кельменецького району Чернівецької області) — українська радянська діячка, ланкова колгоспу імені газети «Правда» Кельменецького району Чернівецької області. Депутат Верховної Ради УРСР 11-го скликання.

## Біографія
Народилася в селянській родині. Освіта середня спеціальна.
З 1970 року — колгоспниця, з 1975 року — ланкова колгоспу імені газети «Правда» Кельменецького району Чернівецької області.
Член КПРС з 1979 року.
Потім — на пенсії в селі Росошани Кельменецького району Чернівецької області.

## Нагороди
- ордени
- медалі